# Megachile mabirensis
Megachile mabirensis är en biart som beskrevs av Cockerell 1937. Megachile mabirensis ingår i släktet tapetserarbin, och familjen buksamlarbin. Inga underarter finns listade i Catalogue of Life.